# Technomyrmex sophiae
Technomyrmex sophiae é uma espécie de formiga do gênero Technomyrmex.